# 岢嵐県
岢嵐県（からん-けん）は中華人民共和国山西省忻州市に位置する県。黄土高原の山間にあり、県内に太原衛星発射センターが所在する。

## 歴史
隋朝には岢嵐鎮と称されていた。703年（長安3年）、武周により設置された嵐谷県を前身とする。元朝に岢嵐県と改称されたが間もなく廃止、明朝により岢嵐県が再設置され、1374年（洪武7年）には岢嵐州に昇格した。1913年（民国2年）、州制廃止に伴い岢嵐県と改編された。
1958年に廃止となり五寨県に編入されたが、1961年に再設置され現在に至る。

## 行政区画
- 鎮:嵐漪鎮、三井鎮、宋家溝鎮
- 郷:高家会郷、李家溝郷、水峪貫郷、西豹峪郷、温泉郷、陽坪郷、大澗郷